# Callistopteris superba
Espèce
Répartition géographique
Callistopteris superba est une espèce de fougères de la famille des Hyménophyllacées.

## Description
Cette fougère possède un court rhizome, assez épais et avec une épaisse pilosité. Les racines sont présentes, nombreuses et robustes.
Le stipe, le pétiole ainsi que le rachis sont couverts de poils longs et bruns.
Le limbe est plus grand que la moyenne du genre, il peut atteindre une longueur de 40 cm ; il est divisé quatre fois, sa couleur est d'un vert tendre à profond. Sa taille et sa ciselure sont à l'origine de l'épithète spécifique.
Les sores, paratactiques aux nervures de la feuille, très menus, sont entourés d'une indusie tubulaire campanulée ciliée : il s'agit de la principale caractéristique de l'espèce.

## Distribution et habitat
Cette espèce se trouve au Sud de l'Asie tropicale : Bornéo, Malaisie.
Elle est plutôt épiphyte (sur le tronc des arbres).

## Historique et position taxinomique
En 1862, cette fougère est décrite une première fois par Thomas Moore à partir d'un exemplaire de la collection de James Backhouse en provenance de Bornéo et envoyé par Hugh Low en Angleterre ; il la place dans le genre Trichomanes : Trichomanes superbum Backh. ex T.Moore.
Cependant, en 1863, Roelof Benjamin van den Bosch décrit une fougère de Trinidad (et présente en Amérique du Sud) sous le même nom : Trichomanes superbum Bosch : l'homonymie est levée par la synonymie de Trichomanes superbum Bosch avec Trichomanes fimbriatum Backh. ex T.Moore (publié aussi l'année précédente dans le même numéro du Gardeners' chronicle par Thomas Moore) et par le reclassement par Atsushi Ebihara et Kunio Iwatsuki de Trichomanes superbum Backh. ex T.Moore dans le genre Callistopteris en 2006 (ou même celui de Ian Mark Turner en 1995 dans le genre Cephalomanes).
En 1938, Edwin Bingham Copeland la transfère dans le genre Nesopteris : Nesopteris superba (Backh. ex T.Moore) Copel..
En 1968, Conrad Vernon Morton la place dans la section Nesopteris du sous-genre Trichomanes du genre Trichomanes.
En 1995, Ian Mark Turner déplace cette espèce dans le genre Cephalomanes : Cephalomanes superbum (Backh. ex T.Moore) I.M.Turner.
Enfin, en 2006, Atsushi Ebihara et Kunio Iwatsuki la rangent dans le genre Callistopteris, sa position actuelle.
Elle compte donc trois synonymes liés aux révisions de la famille des Hymenophyllacées :
- Cephalomanes superbum (Backh. ex T.Moore) I.M.Turner
- Nesopteris superba (Backh. ex T.Moore) Copel.
- Trichomanes superbum Backh. ex T.Moore

Elle compte aussi deux autres synonymes :
- Trichomanes hispidulum Mett. identifié par Carl Christensen[6] ainsi que par Edwin Bingham Copeland
- Trichomanes ignobile Ces. signalé uniquement par Edwin Bingham Copeland[7]